# Itrocrasita-(Y)
La itrocrasita-(Y) és un mineral de la classe dels òxids, que pertany al grup de l'euxenita. El nom de la seva composició química, que conté itri, i del grec krasis, "barreja", en al·lusió als molts altres elements presents.

## Característiques
La itrocrasita-(Y) és un òxid de fórmula química (Y,Th,Ca,U)(Ti,Fe)₂(O,OH)₆. No cristal·litza, al tractar-se d'un mineral amorf. La seva duresa a l'escala de Mohs es troba entre 5,5 i 6. Va ser publicat per primera vegada l'any 1906. Es tracta d'un mineral mal caracteritzat, sovint metamict que podria ser idèntic a l'euxenita-(Y). Es compara també amb la policrasa-(Y). És per aquest motiu que el seu estatus com a mineral vàlid segons l'Associació Mineralògica Internacional és qüestionat.
Segons la classificació de Nickel-Strunz, l'itrocrasita-(Y) pertany a «04.DG: Òxids i hidròxids amb proporció Metall:Oxigen = 1:2 i similars, amb cations grans (+- mida mitjana); cadenes que comparteixen costats d'octàedres» juntament amb els següents minerals: euxenita-(Y), fersmita, kobeïta-(Y), loranskita-(Y), policrasa-(Y), tanteuxenita-(Y), uranopolicrasa, β-fergusonita-(Y), β-fergusonita-(Nd), β-fergusonita-(Ce), itrotantalita-(Y), foordita, thoreaulita i raspita.

## Formació i jaciments
Va ser descoberta a la pegmatita sense nom del comtat de Burnet, a l'estat de Texas, als Estats Units. També ha estat descrita a Califòrnia, a Suècia, a la Xina i a Rússia.